# Jafarpur
Jafarpur é uma vila no distrito de North 24 Parganas, no estado indiano de Bengala Ocidental.

## Geografia
Jafarpur está localizada a 22° 19′ N, 88° 14′ L. Tem uma altitude média de 2 metros (6 pés).

## Demografia
Segundo o censo de 2001, Jafarpur tinha uma população de 14 032 habitantes. Os indivíduos do sexo masculino constituem 53% da população e os do sexo feminino 47%. Jafarpur tem uma taxa de literacia de 86%, superior à média nacional de 59,5%: a literacia no sexo masculino é de 89% e no sexo feminino é de 83%. Em Jafarpur, 7% da população está abaixo dos 6 anos de idade.